# Roccasecca dei Volsci
Roccasecca dei Volsci es una localidad italiana situada en la provincia de Latina, en Lazio. Tiene una población estimada, a fines de mayo de 2022, de 1033 habitantes.

## Evolución demográfica
| Gráfica de evolución demográfica de Roccasecca dei Volsci entre 1861 y 2022 |
|                                                                             |
| Fuente: ISTAT - Elaboración gráfica de Wikipedia                            |